# Várpalota
Várpalota é uma cidade da Hungria, situada no condado de Veszprém. Tem 77,26 km² de área e sua população em 2019 foi estimada em 19.484 habitantes.